# Прапор Кожанки
Пра́пор Кожанки затверджений рішенням сесії селищної ради.

## Опис
Квадратне полотнище розділене на три горизонтальні смуги - синю, жовту, синю - в співвідношенні 10:1:1. У верхньому древковому кутку жовта прикраса.